# Lịch sử Luxembourg
Lịch sử Luxembourg bao gồm lịch sử Luxembourg và khu vực địa lý của Luxembourg
Mặc dù lịch sử ghi chép, Luxembourg có thể bắt nguồn từ thời La Mã (753 TCN – 476), nhưng lịch sử của Luxembourg được cho là bắt đầu từ năm 963, khi pháo đài Luxembourg được xây dựng, đến năm 1214 thì lãnh thổ được nâng lên thành Bá quốc Luxemburg, thêm hơn 1 thế kỷ nữa thì được nâng lên thành Công quốc. Sau năm thế kỷ, Nhà Luxembourg cai trị và phát triển, thì sự độc lập của Luxembourg chấm dứt. Luxembourg bị thống trị dưới quyền của người Burgundy, sau đó là Habsburg từ năm 1477.
Sau Chiến tranh Tám Mươi Năm, Luxembourg trở thành một phần của Nam Hà Lan, được chuyển sang triều Habsburg của Áo cai trị vào năm 1713. Sau khi bị Cách mạng Pháp chiếm đóng, Hiệp ước Paris năm 1815 đã biến Luxembourg trở thành Đại Công quốc trong liên minh cá nhân với Hà Lan. Hiệp ước cũng dẫn đến sự phân chia Luxembourg lần thứ hai, lần thứ nhất năm 1658 và lần thứ ba năm 1839. Mặc dù các hiệp ước này đã làm lãnh thổ của Luxembourg giảm đi đáng kể, nhưng đã thiết lập sự độc lập, được xác nhận hoàn toàn độc lập sau Khủng hoảng Luxembourg năm 1867.
Trong những thập kỷ tiếp theo, Luxembourg rơi sâu hơn vào phạm vi ảnh hưởng của Đức, đặc biệt là sau khi thành lập một nước cai trị độc lập vào năm 1890. Luxembourg bị Đức chiếm từ 1914 tới 1918 và tái chiếm từ 1940 tới 1944. Kể từ khi kết thúc Thế chiến, Luxembourg đã trở thành một trong những quốc gia giàu nhất thế giới, nổi bật nhờ lĩnh vực dịch vụ tài chính bùng nổ, ổn định chính trị và hội nhập châu Âu.

## Tiền sử
| Lịch sử Vùng Đất thấp                                          | Lịch sử Vùng Đất thấp                                       | Lịch sử Vùng Đất thấp                                       | Lịch sử Vùng Đất thấp                                        | Lịch sử Vùng Đất thấp                                                                        | Lịch sử Vùng Đất thấp                                                                        | Lịch sử Vùng Đất thấp                                                                        | Lịch sử Vùng Đất thấp                                                                        | Lịch sử Vùng Đất thấp                                                                        |
| -------------------------------------------------------------- | ----------------------------------------------------------- | ----------------------------------------------------------- | ------------------------------------------------------------ | -------------------------------------------------------------------------------------------- | -------------------------------------------------------------------------------------------- | -------------------------------------------------------------------------------------------- | -------------------------------------------------------------------------------------------- | -------------------------------------------------------------------------------------------- |
| Frisii                                                         |                                                             |                                                             | Belgae                                                       | Belgae                                                                                       | Belgae                                                                                       | Belgae                                                                                       | Belgae                                                                                       | Belgae                                                                                       |
|                                                                | Cana- nefates                                               | Chamavi, Tubantes                                           | Chamavi, Tubantes                                            | Gallia Belgica (55 TCN – thế kỷ 5) Germania Inferior (83 – thế kỷ 5)                         | Gallia Belgica (55 TCN – thế kỷ 5) Germania Inferior (83 – thế kỷ 5)                         | Gallia Belgica (55 TCN – thế kỷ 5) Germania Inferior (83 – thế kỷ 5)                         | Gallia Belgica (55 TCN – thế kỷ 5) Germania Inferior (83 – thế kỷ 5)                         | Gallia Belgica (55 TCN – thế kỷ 5) Germania Inferior (83 – thế kỷ 5)                         |
|                                                                | Cana- nefates                                               | Salian Franks                                               |                                                              | Batavi                                                                                       | Batavi                                                                                       |                                                                                              |                                                                                              |                                                                                              |
| không có cư dân (thế kỷ 4-5)                                   | không có cư dân (thế kỷ 4-5)                                | Saxons                                                      | Salian Franks (thế kỷ 4-5)                                   | Salian Franks (thế kỷ 4-5)                                                                   | Salian Franks (thế kỷ 4-5)                                                                   |                                                                                              |                                                                                              |                                                                                              |
| Vương quốc Frisian (thế kỷ 6–734)                              | Vương quốc Frisian (thế kỷ 6–734)                           |                                                             | Vương quốc Frankish (481–843)—Đế quốc Carolingian (800–843)  | Vương quốc Frankish (481–843)—Đế quốc Carolingian (800–843)                                  | Vương quốc Frankish (481–843)—Đế quốc Carolingian (800–843)                                  | Vương quốc Frankish (481–843)—Đế quốc Carolingian (800–843)                                  | Vương quốc Frankish (481–843)—Đế quốc Carolingian (800–843)                                  | Vương quốc Frankish (481–843)—Đế quốc Carolingian (800–843)                                  |
| Vương quốc Frisian (thế kỷ 6–734)                              | Vương quốc Frisian (thế kỷ 6–734)                           | Austrasia (511–687)                                         |                                                              |                                                                                              |                                                                                              |                                                                                              |                                                                                              |                                                                                              |
|                                                                |                                                             |                                                             |                                                              |                                                                                              |                                                                                              |                                                                                              |                                                                                              |                                                                                              |
|                                                                |                                                             |                                                             |                                                              |                                                                                              |                                                                                              |                                                                                              |                                                                                              |                                                                                              |
| Trung Francia (843–855)                                        | Trung Francia (843–855)                                     | Trung Francia (843–855)                                     | Trung Francia (843–855)                                      | Trung Francia (843–855)                                                                      | Tây Francia (843–)                                                                           |                                                                                              |                                                                                              |                                                                                              |
| Vương quốc Lotharingia (855– 959) Công quốc Hạ Lorraine (959–) |                                                             |                                                             |                                                              |                                                                                              | Tây Francia (843–)                                                                           |                                                                                              |                                                                                              |                                                                                              |
| Frisia                                                         |                                                             |                                                             |                                                              |                                                                                              |                                                                                              |                                                                                              |                                                                                              |                                                                                              |
| Frisian Tự do (thế kỷ 11–16)                                   | Tỉnh Hà Lan (880–1432)                                      | Giáo khu Utrecht (695–1456)                                 | Công quốc Brabant (1183–1430) Công quốc Guelders (1046–1543) | Công quốc Brabant (1183–1430) Công quốc Guelders (1046–1543)                                 | Tỉnh Flanders (862–1384)                                                                     | Tỉnh Hainaut (1071–1432) Tỉnh Namur (981–1421)                                               | Thái ấp giáo khu Liège (980–1794)                                                            | Công quốc Luxem- bourg (1059–1443)                                                           |
|                                                                | Hà Lan Burgundy (1384–1482)                                 |                                                             |                                                              |                                                                                              |                                                                                              |                                                                                              |                                                                                              |                                                                                              |
|                                                                | Hà Lan Habsburg (1482–1795) (Mười bảy tỉnh sau 1543)        |                                                             |                                                              |                                                                                              |                                                                                              |                                                                                              |                                                                                              |                                                                                              |
| Cộng hòa Hà Lan (1581–1795)                                    | Cộng hòa Hà Lan (1581–1795)                                 | Cộng hòa Hà Lan (1581–1795)                                 | Cộng hòa Hà Lan (1581–1795)                                  | Hà Lan thuộc Tây Ban Nha (1556–1714)                                                         | Hà Lan thuộc Tây Ban Nha (1556–1714)                                                         | Hà Lan thuộc Tây Ban Nha (1556–1714)                                                         |                                                                                              |                                                                                              |
|                                                                |                                                             |                                                             |                                                              | hà Lan Áo (1714–1795)                                                                        |                                                                                              |                                                                                              |                                                                                              |                                                                                              |
|                                                                |                                                             |                                                             |                                                              | Hợp chúng quốc Bỉ (1790)                                                                     | Hợp chúng quốc Bỉ (1790)                                                                     | Hợp chúng quốc Bỉ (1790)                                                                     | Cộng hòa Liège (1789–'91)                                                                    |                                                                                              |
|                                                                |                                                             |                                                             |                                                              |                                                                                              |                                                                                              |                                                                                              |                                                                                              |                                                                                              |
| Cộng hòa Batavian (1795–1806) Vương quốc Hà Lan (1806–1810)    | Cộng hòa Batavian (1795–1806) Vương quốc Hà Lan (1806–1810) | Cộng hòa Batavian (1795–1806) Vương quốc Hà Lan (1806–1810) | Cộng hòa Batavian (1795–1806) Vương quốc Hà Lan (1806–1810)  | liên minh với Đệ Nhất Cộng hòa Pháp (1795–1804) một phần của Đệ Nhất Đế chế Pháp (1804–1815) | liên minh với Đệ Nhất Cộng hòa Pháp (1795–1804) một phần của Đệ Nhất Đế chế Pháp (1804–1815) | liên minh với Đệ Nhất Cộng hòa Pháp (1795–1804) một phần của Đệ Nhất Đế chế Pháp (1804–1815) | liên minh với Đệ Nhất Cộng hòa Pháp (1795–1804) một phần của Đệ Nhất Đế chế Pháp (1804–1815) | liên minh với Đệ Nhất Cộng hòa Pháp (1795–1804) một phần của Đệ Nhất Đế chế Pháp (1804–1815) |
|                                                                |                                                             |                                                             |                                                              |                                                                                              |                                                                                              |                                                                                              |                                                                                              |                                                                                              |
| Công quốc Hà Lan (1813–1815)                                   |                                                             |                                                             |                                                              |                                                                                              |                                                                                              |                                                                                              |                                                                                              |                                                                                              |
| Vương quốc Liên hiệp Hà Lan (1815–1830)                        | Vương quốc Liên hiệp Hà Lan (1815–1830)                     | Vương quốc Liên hiệp Hà Lan (1815–1830)                     | Vương quốc Liên hiệp Hà Lan (1815–1830)                      | Vương quốc Liên hiệp Hà Lan (1815–1830)                                                      | Vương quốc Liên hiệp Hà Lan (1815–1830)                                                      | Vương quốc Liên hiệp Hà Lan (1815–1830)                                                      | Vương quốc Liên hiệp Hà Lan (1815–1830)                                                      | Đại công quốc Luxem- bourg (1815–)                                                           |
| Vương quốc Hà Lan (1839–)                                      | Vương quốc Hà Lan (1839–)                                   | Vương quốc Hà Lan (1839–)                                   | Vương quốc Hà Lan (1839–)                                    | Vương quốc Bỉ (1830–)                                                                        | Vương quốc Bỉ (1830–)                                                                        | Vương quốc Bỉ (1830–)                                                                        | Vương quốc Bỉ (1830–)                                                                        | Đại công quốc Luxem- bourg (1815–)                                                           |
|                                                                |                                                             |                                                             |                                                              |                                                                                              |                                                                                              |                                                                                              |                                                                                              | Đại công quốc Luxem- bourg (1890–)                                                           |

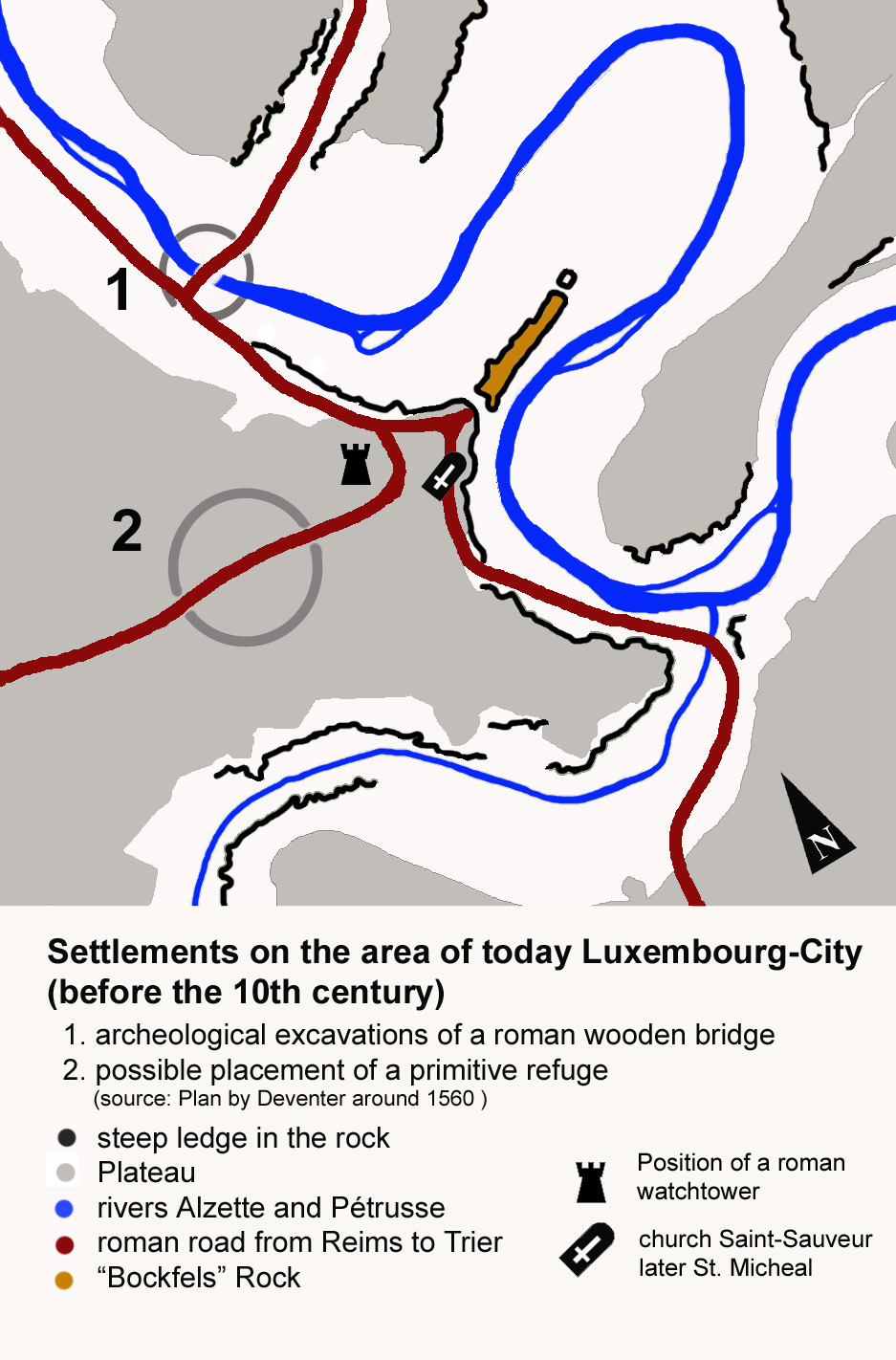
Những khu định cư đầu tiên ở thành phố Luxembourg

Bên trong lãnh thổ của Đại Công quốc Luxembourg, đã có một số bằng chứng về những cư dân nguyên thủy có niên đại từ thời đồ đá cổ hoặc thời đồ đá cũ hơn 35,000 năm trước đã cư ngụ tại đây. Các cổ vật lâu đời nhất từ thời kỳ này là xương trang trí được tìm thấy tại Oetrange.
Tuy nhiên, bằng chứng thực sự đầu tiên của nền văn minh là từ thời kỳ đồ đá mới hoặc thiên niên kỷ thứ 5 trước Công nguyên, tại đó bằng chứng về những ngôi nhà đã được tìm thấy. Dấu vết đã được tìm thấy ở phía nam của Luxembourg tại Grevenmacher, Diekirch, Aspelt và Weiler-la-Tour. Các ngôi nhà được làm bằng sự kết hợp của thân cây làm kết cấu cơ bản, tường đan lát bằng bùn và mái bằng lau sậy hoặc rơm. Đồ gốm thời kỳ này cũng đã được tìm thấy gần Remerschen.
Mặc dù không có nhiều bằng chứng về các cộng đồng ở Luxembourg vào đầu thời đại đồ đồng, một số địa điểm có từ thế kỷ 13 đến thế kỷ thứ 8 trước Công nguyên cung cấp bằng chứng về nhà ở và tiết lộ các đồ tạo tác như gốm, dao và đồ trang sức. Các khu vực bao gồm Nospelt, Dalheim, Mompach và Remerschen.
Tại Luxembourg người Celts từ Thời đại đồ sắt (từ khoảng năm 600 TCN cho đến năm 100 CN) đã xuất hiện cư ngụ.
Các bộ lạc người Gaul cũng tồn tại trong và sau thời kỳ La Tène còn được gọi là Treveri; đã đạt đến đỉnh cao thịnh vượng trong thế kỷ 1 TCN. Treveri đã xây dựng một số khu định cư oppida, làng kiên cố thời đại đồ sắt, gần thung lũng Moselle nay là miền nam Luxembourg, miền tây Đức và miền đông Pháp. Hầu hết các bằng chứng khảo cổ từ thời kỳ này đã được phát hiện trong các ngôi mộ, gắn liền mật thiết với khu Titelberg, một khu vực 50 ha tiết lộ nhiều về nhà ở và thủ công mỹ nghệ của thời kỳ này.
La Mã, dưới sự lãnh đạo của Julius Caesar, đã hoàn thành cuộc chinh phạt và chiếm đóng Luxembourg vào năm 53 TCN. Tài liệu tham khảo đầu tiên được biết đến về lãnh thổ của Luxembourg ngày nay do Julius Caesar chiếm đóng trong các Ghi chép chiến tranh Gallic. Treveri hợp tác với người La Mã nhiều hơn hầu hết các bộ lạc Gaul, và sẵn sàng tiếp nhận nền văn minh La Mã. Hai cuộc nổi dậy trong thế kỷ 1 CN đã không làm suy giảm mối quan hệ thân mật của họ với Rome. Vùng đất của Treveri là phần đầu tiên của tỉnh Gallia Celtica, nhưng với sự cải cách của Domitian năm 90, được trao lại cho tỉnh Gallia Belgica.
Gallia Belgica đã bị xâm chiếm bởi Đức Franks từ thế kỷ thứ 4, và mất khỏi tay Rome năm 406. Những năm 480, trở thành một phần của Merovingia Austrasia và cuối cùng trở thành một phần của Đế quốc Carolingian.
Với Hiệp ước Verdun (843), trở thành một phần Trung Francia, và năm 855, là của Lotharingia. Với sự phân chia vào năm 959, thuộc Công quốc Thượng Lorraine Đế quốc La Mã Thần thánh.

## Tỉnh
Lịch sử của Luxembourg bắt đầu từ việc xây dựng lâu đài Luxembourg vào thời kỳ Trung kỳ Trung Cổ. Năm 963, Siegfried I, bá tước xứ Ardennes đã trao đổi một số vùng đất của mình với các tu sĩ Tu viện Thánh Maximin ở Trier để lấy lâu đài cổ, có thể do La Mã xây dựng, pháo đài có tên Lucilinburhuc. Các nhà sử học hiện đại liên kết từ nguyên của từ này với 'Letze', có nghĩa là sự củng cố, có thể nói đến phần còn lại của một tháp canh La Mã hoặc là nơi ẩn náu sơ khai của thời Trung cổ.

## Công quốc
Từ Sơ kỳ Trung Cổ tới Phục hưng, Luxembourg có nhiều tên gọi khác nhau, do người cai trị quyết định. Bao gồm Lucilinburhuc, Lutzburg, Lützelburg, Luccelemburc, và Lichtburg, một số tên khác. Vương triều Luxembourgish đã tạo ra một số cá nhân làm Hoàng đế La Mã Thần thánh, Vua Bohemia, và Tổng giám mục xứ Trier và Mainz. Xung quanh pháo đài của Luxembourg, một thị trấn dần phát triển, trở thành trung tâm của một quốc gia nhỏ nhưng quan trọng có giá trị chiến lược lớn đối với Pháp, Đức và Hà Lan. Pháo đài của Luxembourg, nằm trên một mỏm đá được gọi là Bock, đã được mở rộng dần và tăng cường trong thời gian liên tục của một số dòng tộc. Một số trong số này bao gồm Bourbons, Habsburg và Hohenzollern, những người đã biến nó thành một trong những pháo đài mạnh nhất trên lục địa châu Âu, Pháo đài Luxembourg. Với vị trí phòng thủ và chiến lược quan trọng nên còn được gọi là ‘Gibraltar của phương Bắc’. Năm 1353, sau hơn 1 thế kỷ Bá quốc Luxemburg được thành lập, nhà nước này được Hoàng đế La Mã Thần thánh nâng lên thành Công quốc.

## Habsburg (1477–1795) và Pháp (1795–1815) cai trị
Vào thế kỷ 17 và 18, tuyển hầu Brandenburg, về sau là vua Phổ (Borussia), tuyên bố việc thừa kế Luxembourg với tư cách là người thừa kế của William xứ Thuringia và vợ ông là Anna xứ Bohemia, tranh luận tước hiệu công tước xứ Luxembourg trong những năm 1460. Anna là con gái lớn của người thừa kế cuối cùng ở Luxembourg. Từ năm 1609 trở đi, họ đã có một lãnh thổ ở vùng lân cận, Công quốc Cleves, điểm khởi đầu của khu vực Rhine Phổ trong tương lai. Kết quả, sau khi tranh chấp Brandenburger được chia một số khu vực ở Luxembourg sau đó sáp nhập vào Phổ năm 1813.
Người đưa yêu sách thứ nhất nhà Hohenzollern xuất thân từ cả Anna và em gái Elisabeth, là John George, Tuyển hầu Brandenburg (1525–98), bà ngoại của anh ta là Barbara Jagiellon. Vào cuối thế kỷ 18, thế hệ trẻ của Orange-Nassau (các hoàng thân đã gây ảnh hưởng ở Hà Lan láng giềng) cũng trở nên có liên quan đến Brandenburg.
Năm 1598, người sở hữu lúc đó, Felipe II của Tây Ban Nha, đã trao lại cho Luxembourg và các quốc gia thấp khác cho con gái ông, Infanta Isabella Clara Eugenia và chồng cô là Albert VII, Đại Công tước Áo. Albert là người thừa kế và hậu duệ của Elisabeth của Áo (1436–1505), Nữ hoàng Ba Lan, cháu gái út của Sigismund của Luxembourg, Hoàng đế La Mã Thần thánh. Do đó, Luxembourg trở lại với những người thừa kế của dòng dõi Elisabeth. Các quốc gia vùng đất thấp là một thực thể chính trị riêng biệt trong triều đại của vợ chồng công chúa Isabella. Sau cái chết và không có con của Albert năm 1621, Luxembourg đã truyền lại cho cháu trai và người thừa kế Felipe IV của Tây Ban Nha.

### Pháp xâm chiếm
Luxembourg bị chiếm đóng bởi Louis XIV của Pháp (chồng của Maria Theresa, con gái của Philip IV) năm 1684, một hành động gây ra sự báo động giữa các nước láng giềng của Pháp và dẫn đến sự hình thành của Liên minh Augsburg năm 1686. Sau Chiến tranh Chín Năm, Pháp buộc phải từ bỏ công quốc, được trao lại cho Habsburgs theo Hiệp ước Ryswick năm 1697.
Trong thời kỳ cai trị của Pháp này, sự phòng thủ của pháo đài được củng cố bởi kỹ sư bao vây nổi tiếng Vauban. Cháu trai của vua Pháp, Louis XV (1710–74), từ năm 1712, là người thừa kế đầu tiên của Albert VII. Albert VII là hậu duệ của Anna xứ Bohemia và William xứ Thuringia, có dòng máu đó qua bà cố Đan Mạch của mẹ mình, nhưng không phải là người thừa kế của dòng dõi đó. Louis là người đưa yêu cầu thừa kế thực sự đầu tiên của Luxembourg có nguồn gốc từ cả hai chị em gái, con gái của Elisabeth xứ Bohemia, hoàng hậu cuối cùng của Luxembourg.
Sự cai trị của Habsburg đã được xác nhận vào năm 1715 bởi Hiệp ước Utrecht, và Luxembourg được sáp nhập vào miền Nam Hà Lan. Hoàng đế Joseph và người kế vị Hoàng đế Charles VI là hậu duệ của các vị vua Tây Ban Nha, những người thừa kế Albert VII. Joseph và Charles VI cũng là hậu duệ của Anna xứ Bohemia và William xứ Thuringia, có dòng máu đó qua mẹ của họ, mặc dù họ là những người thừa kế của cả hai dòng họ. Charles là người cai trị đầu tiên của Luxembourg từ cả hai chị em gái, con gái của Elisabeth xứ Bohemia.
Các nhà cai trị Áo cũng sẵn sàng trao đổi Luxembourg và các vùng lãnh thổ khác ở vùng đất thấp. Mục đích của họ là mở rộng xung quanh và quyền lực của họ, tập trung quanh Vienna. Do đó, đối thủ Bavaria đã nổi lên để tiếp quản Công quốc xứ Luxembourg, nhưng kế hoạch này không lâu dài. Hoàng đế Joseph II đã lập một hiệp ước sơ bộ để làm hàng xóm của Luxembourg, Charles Theodore, Tuyển hầu Palatine, với tư cách là Công tước xứ Luxembourg và vua ở các quốc gia thấp, để đổi lấy tài sản của ông ở Bavaria và Franconia. Tuy nhiên, kế hoạch này đã bị hủy bỏ bởi sự phản đối của Phổ. Charles Theodore, đã trở thành Công tước xứ Luxembourg, về mặt phả hệ là hậu duệ của cả Anna và Elisabeth, nhưng là người thừa kế chính của cả hai.
Trong chiến tranh liên minh thứ nhất, Luxembourg đã bị chinh phạt và sáp nhập vào Cách mạng Pháp, trở thành một phần của tỉnh Forêts vào năm 1795. Sáp nhập đã được chính thức hóa tại Hiệp ước Campo Formio trong năm 1797. Năm 1798, nông dân Luxembourg bắt đầu một cuộc nổi loạn chống lại người Pháp nhưng nó đã nhanh chóng bị đàn áp. Cuộc nổi loạn ngắn ngủi này được gọi là Chiến tranh Nông dân.

## Phát triển độc lập (1815–1890)

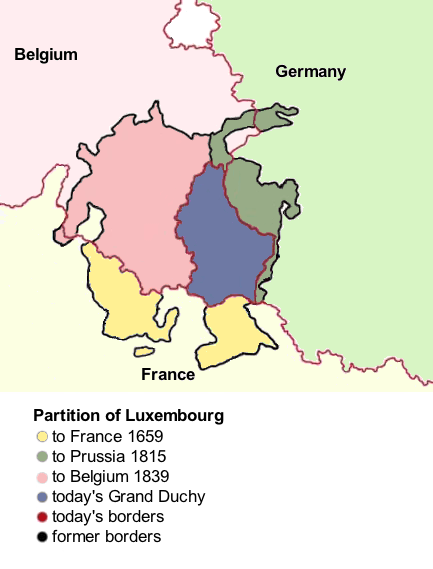
Ba khu vực Phân chia Luxembourg.

Luxembourg ít nhiều bị cai trị bởi Pháp tới thất bại của Napoleon năm 1815. Khi Pháp rút quân, phe Liên minh thiết lập chính quyền lâm thời. Luxembourg ban đầu thiết lập Generalgouvernement Mittelrhein giữa năm 1814, và từ tháng 6/1814 là Generalgouvernement Nieder- und Mittelrhein (Tổng chính quyền Hạ và Trung Rhine).
Đại hội Vienna năm 1815, cho Luxembourg quyền tự chủ. Năm 1813, Phổ đã tìm cách đánh chiếm các vùng đất từ Luxembourg, để củng cố Phổ chiếm Công quốc Julich. Bourbons của Pháp đã đưa ra một yêu sách mạnh mẽ đối với Luxembourg, trong khi đó, Hoàng đế Áo, đã kiểm soát công quốc cho đến khi các lực lượng cách mạng đã sáp nhập nó vào nước Cộng hòa Pháp (theo báo cáo, ông không quan tâm giành lại Luxembourg và vùng đất thấp, quan tâm nhiều hơn về Balkan).
Phổ và Hà Lan, cả hai đều đưa ra yêu sách với Luxembourg, thực hiện một thỏa thuận trao đổi: Phổ nhận được Công quốc Orange-Nassau, Công quốc truyền thống của Hoàng thân Orange ở Trung Đức. Phổ, Hoàng thân Orange, lần lượt công nhận Luxembourg.
Luxembourg giảm diện tích đáng kể (một số vùng đất được kế thừa bởi Pháp và Phổ thời trung cổ), đã được nâng lên là đại công quốc và đặt dưới sự cai trị của William I của Hà Lan. Đây là lần đầu một công quốc mà quốc vương không tuyên bố quyền kế thừa trong thời kỳ trung cổ. Tuy nhiên, quân đội Luxembourg do Phổ nắm giữ, ngăn cản việc trở thành một phần của Hà Lan. Pháo đài Luxembourgers bị Phổ nắm giữ, sau khi Napoleon thất bại, và Luxembourg trở thành thành viên của Liên bang Đức với Phổ chịu trách nhiệm quốc phòng, và quyền nhà nước do Hà Lan quản lý cùng lúc

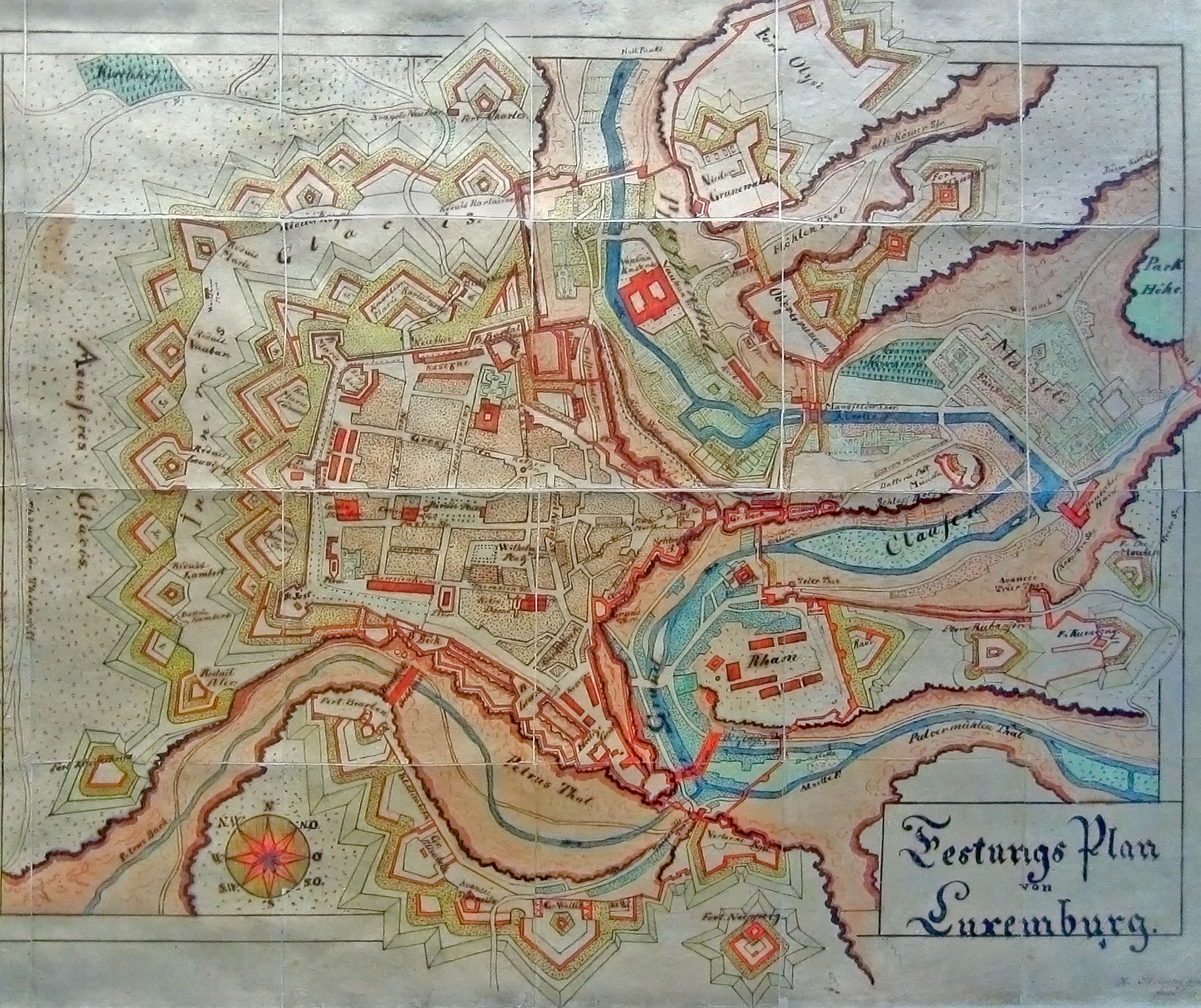
Bản đồ lịch sử (không có thời gian) của thành phố Luxembourg được củng cố

Phần lớn người dân Luxembourgish tham gia Cách mạng Bỉ chống lại Hà Lan cai trị. Ngoại trừ pháo đài và khu vực lân cận, Luxembourg được coi là một tỉnh của Bỉ năm 1830 tới 1839. Hiệp ước London năm 1839, với trạng thái đại công quốc được trao chủ quyền và liên minh với vua Hà Lan. Khu vực nói tiếng D'Oïl ở phía Tây Luxembourg bị cắt về cho lãnh thổ cho Bỉ hiện là tỉnh Luxembourg
Sự mất mát này đã khiến Đại Công quốc Luxembourg trở thành một quốc gia chủ yếu là người Đức, mặc dù ảnh hưởng văn hóa Pháp vẫn còn mạnh mẽ. Mất thị trường Bỉ cũng gây ra những vấn đề kinh tế cho nhà nước. Nhận ra điều này, đại công quốc đã gia nhập vào Zollverein của Đức vào năm 1842. Tuy nhiên, Luxembourg vẫn là một quốc gia nông nghiệp kém phát triển. Do đó, khoảng một phần năm cư dân di cư đến Hoa Kỳ trong khoảng thời gian từ 1841 đến 1891 là người Luxembourg.

### Khủng hoảng năm 1867
Năm 1867, nền độc lập của Luxembourg được xác nhận, sau một thời kỳ hỗn loạn, thậm chí bao gồm một thời gian ngắn của tình trạng bất ổn chống lại các kế hoạch sáp nhập Luxembourg vào Bỉ, Đức hoặc Pháp. Cuộc khủng hoảng năm 1867 gần như đã dẫn đến chiến tranh giữa Pháp và Phổ về tình trạng của Luxembourg, vốn đã không còn bị kiểm soát của Đức khi Liên bang Đức bị bãi bỏ vào cuối cuộc chiến tranh Bảy Tuần năm 1866.
William III, vua Hà Lan, và lãnh đạo Luxembourg, sẵn sàng trao đổi đại công quốc cho Hoàng đế Napoleon III của Pháp để giữ lại Limbourg nhưng đã hủy bỏ khi thủ tướng Phổ, Otto von Bismarck, bày tỏ sự phản đối. Sự căng thẳng ngày càng tăng đã dẫn đến hội nghị London từ tháng 3 đến tháng 5 năm 1867, trong đó Anh đóng vai trò trung gian giữa hai bên. Bismarck thao túng dư luận, dẫn đến việc Hà Lan từ chối trao đổi với Pháp. Vấn đề đã được giải quyết bởi Hiệp ước London bảo đảm sự độc lập và trung lập của quốc gia. Pháo đài bị dỡ bỏ và quân Phổ rút khỏi công quốc

## Chia cắt và Thế chiến (1890–1945)
Luxembourg thuộc sở hữu của vua Hà Lan tới khi William III qua đời năm 1890. Quyền quản lý đại công quốc được trao cho Nhà Nassau-Weilburg theo Công ước Gia tộc Nassau năm 1783, theo đó lãnh thổ của gia tộc Nassau trong Đế quốc La Mã Thần thánh vào thời điểm công ước (Luxembourg và Nassau) dựa theo Luật Salic, không cho phép phái nữ quyền thừa kế hoặc dòng nữ khi dòng nam của vương triều không còn thừa kế. Khi William III qua đời, chỉ còn lại người con gái Wilhelmina là người kế vị ngai vua Hà Lan. Ở Hà Lan, không bị ràng buộc bởi công ước gia tộc, Wilhelmina kế vị thành công Tuy nhiên, theo luật Salic, ngôi vị Luxembourg được truyền cho nam giới thuộc một nhánh của Nhà Nassau: Adolphe, và bị tước quyền Công tước Nassau và lãnh đạo nhánh Nassau-Weilburg.

### Thế chiến thứ nhất
Chiến tranh thế giới thứ nhất đã ảnh hưởng đến Luxembourg vào thời điểm quá trình xây dựng quốc gia chưa hoàn tất. Đại công quốc nhỏ (khoảng 260,000 dân năm 1914) đã chọn một chính sách không rõ ràng giữa năm 1914 và 1918. Với đất nước bị quân Đức chiếm đóng, chính phủ, do Paul Eyschen lãnh đạo, đã chọn trung lập. Chiến lược này đã được xây dựng với sự chấp thuận của Marie-Adélaïde, Đại Công tước Luxembourg. Mặc dù sự liên tục chiếm ưu thế trên cấp độ chính trị, cuộc chiến đã gây ra biến động xã hội, tạo nền tảng cho Công đoàn trong Luxembourg.

### Giữa hai cuộc chiến
Sự kết thúc của sự chiếm đóng vào tháng 11 năm 1918, trên bình diện quốc tế và các cấp độ, Luxembourg rơi vào tình trạng không cố định. Các đồng minh chiến thắng đã từ chối các lựa chọn các khu vực nhiều tài nguyên, và một số chính trị gia Bỉ thậm chí còn yêu cầu tái sáp nhập vào nước Bỉ. Ở Luxembourg, một nhóm thiểu số mạnh mẽ đã yêu cầu thành lập một nước cộng hòa. Cuối cùng, đại công tước vẫn là một chế độ quân chủ nhưng được lãnh đạo bởi một nguyên thủ quốc gia mới, Charlotte. Năm 1921, gia nhập liên minh kinh tế và tiền tệ với Bỉ, Liên minh Économique Belgo-Luxembourgeoir (UEBL). Tuy nhiên, trong hầu hết thế kỷ 20, Đức vẫn là đối tác kinh tế quan trọng nhất.
Sự ra đời của Phổ thông đầu phiếu dành cho nam giới và phụ nữ ủng hộ Rechtspartei (Đảng cánh hữu) đóng vai trò thống trị trong chính phủ trong suốt thế kỷ 20, ngoại trừ năm 1925, 26 và 1974, khi hai đảng quan trọng khác, Đảng Tự do và đảng Xã hội Dân chủ, thành lập liên minh. Thành công của Đảng một phần nhờ vào sự hỗ trợ từ phía nhà thờ - dân số theo Công giáo hơn 90% — và tờ báo Luxemburger Wort.
Ở cấp độ quốc tế, thời kỳ giữa chiến tranh được ghi nhận nỗ lực đưa Luxembourg lên bản đồ. Đặc biệt dưới thời Ngoại trưởng Joseph Bech, đất nước đã tham gia tích cực hơn vào một số tổ chức quốc tế, đảm bảo quyền tự chủ của mình. Vào ngày 16 tháng 12 năm 1920, Luxembourg gia nhập Hội Quốc Liên. Trên bình diện kinh tế trong những năm 1920-1930, tỉ trọng nông nghiệp giảm mạnh so với công nghiệp, thậm chí ngành dịch vụ còn lớn hơn.
Trong những năm 1930, tình hình nội bộ ngày càng xấu đi, vì chính trị của người Luxembour bị ảnh hưởng bởi chính trị cánh tả và cánh hữu châu Âu. Chính phủ đã cố gắng chống lại tình trạng bất ổn cộng sản trong các khu vực công nghiệp và tiếp tục các chính sách thân thiện đối với Đức Quốc xã, which dẫn đến nhiều chỉ trích. Các nỗ lực để dập tắt tình trạng bất ổn lên đến đỉnh điểm với Maulkuerfgesetz, luật "cấm tự do ngôn luận", là một nỗ lực nhằm vào Đảng Cộng sản. Luật đã bị thay đổi trong một cuộc trưng cầu dân ý năm 1937.

### Thế chiến hai
Khi Thế chiến thứ II bùng nổ vào tháng 9 năm 1939, chính phủ Luxembourg đã đứng ở phía trung lập và đưa ra tuyên bố chính thức về mục đích đó vào ngày 6 tháng 9 năm 1939. Vào ngày 10 tháng 5 năm 1940, một cuộc xâm lược của các lực lượng vũ trang Đức đã khiến chính phủ và quân chủ Luxembour phải lưu vong. Quân đội Đức gồm các Sư đoàn Panzer số 1, 2, và 10 10xâm chiếm lúc 04:35. Đức đã không gặp phải bất kỳ sự kháng cự đáng kể nào, ngoài việc một số cây cầu và một số mỏ bị phá hủy, phần lớn Quân đoàn tình nguyện Luxembour ở trong doanh trại. Cảnh sát Luxembourgish chống lại quân đội Đức, nhưng vô ích và thủ đô đã bị chiếm đóng trước buổi trưa. Tổng số thương vong của người Luxembour là 75 cảnh sát và lính bị bắt, 6 cảnh sát và 1 lính bị thương.
Gia đình hoàng gia Luxembourg và đoàn tùy tùng được sự hỗ trợ của Aristides de Sousa Mendes ở Bordeaux. Họ qua Bồ Đào Nha và sau đó đã đi đến Mỹ năm 1940.
Luxembourg nằm dưới sự chiếm đóng của Đức đến tháng 8 năm 1942, khi Đệ Tam Đế chế chính thức sáp nhập nó như một phần của Gau Moselland. Chính quyền Đức tuyên bố người dân Luxembourg là công dân Đức và kêu gọi 13,000 người đăng ký nghĩa vụ quân sự. 2,848 người Luxembourg đã tử trận trong lực lượng Đức.
Lúc đầu, sự phản đối của người dân đối với sự thôn tính này đã có hình thức kháng cự tiêu cực, như trong Spéngelskrich (viết tắt "Cuộc chiến của những chiếc Pin"), và từ chối nói tiếng Đức. Khi tiếng Pháp bị cấm, nhiều người Luxembourg đã dùng đến việc hồi sinh những từ ngữ cũ của người Luxembourg, dẫn đến sự phục hưng của ngôn ngữ. Người Đức đã gặp phải sự phản đối với trục xuất, lao động cưỡng bức, quân dịch bắt buộc và, quyết liệt hơn, với giam giữ, trục xuất đến trại tập trung của Đức Quốc xã và hành hình.
Các cuộc hành quyết đã diễn ra sau cuộc tổng đình công từ ngày 1 tháng 9 đến ngày 3 tháng 9 năm 1942, làm tê liệt chính quyền, nông nghiệp, công nghiệp và giáo dục để đáp lại tuyên bố quân dịch bắt buộc của chính quyền Đức vào ngày 30 tháng 8 năm 1942. Người Đức đã đàn áp cuộc đình công dữ dội. Họ đã hành quyết 21 người bãi công trục xuất thêm hàng trăm người đến các trại tập trung của Đức Quốc xã. Lãnh đạo dân sự Luxembourg lúc dó, Gauleiter Gustav Simon, đã tuyên bố sự bắt buộc cần thiết hỗ trợ nỗ lực chiến tranh của Đức. Cuộc tổng đình công ở Luxembourg vẫn là một trong số ít các cuộc đình công chống lại bộ máy chiến tranh của Đức ở Tây Âu.
Lực lượng Hoa Kỳ đã giải phóng hầu hết đất nước vào tháng 9 năm 1944. Họ vào thủ đô vào ngày 10 tháng 9 năm 1944. Trong trận Ardennes (trận đánh Bulge) quân đội Đức đã chiếm lại phần lớn miền bắc Luxembourg trong vài tuần. Các lực lượng đồng minh cuối cùng đã trục xuất người Đức vào tháng 1/1945.
Trong khoảng thời gian từ tháng 12 năm 1944 đến tháng 2 năm 1945, thành phố Luxembourg mới được giải phóng gần đây đã được Bộ Tổng chỉ huy hướng Tây chỉ định làm mục tiêu cho pháo báo vây V-3, ban đầu được dự định bắn phá London. Hai khẩu súng V-3 ở Lampaden đã bắn tổng cộng 183 viên đạn vào Luxembourg. Tuy nhiên, V-3 không chính xác lắm. 142 quả đạn đã rơi xuống Luxembourg, với 44 quả trong khu vực thành thị, và tổng 10 người chết và 35 người bị thương. Các cuộc bắn phá kết thúc vào ngày 22/2/1945 khi quân đội Mỹ chiến Lampaden.
Tổng cộng, dân số trước chiến tranh là 293,000, 5,259 người Luxembourg đã mất mạng trong thời gian chiến tranh.

## Hiện đại (từ 1945)
Sau Thế chiến II, Luxembourg đã từ bỏ chính trị trung lập, khi trở thành thành viên sáng lập của NATO và Liên Hợp Quốc. Là một bên ký kết Hiệp định Rome, và thành lập liên minh tiền tệ với Bỉ (liên minh hải quan Benelux năm 1948), và một liên minh kinh tế với Bỉ và Hà Lan, được gọi là BeNeLux.
Giữa năm 1945 và 2005, cơ cấu kinh tế của Luxembourg đã thay đổi đáng kể. Cuộc khủng hoảng của ngành luyện kim, bắt đầu từ giữa những năm 1970 và kéo dài đến cuối những năm 1980, gần như đẩy đất nước vào suy thoái kinh tế, do sự chiếm ưu thế của ngành này. Ủy ban điều phối ba bên, bao gồm các thành viên của chính phủ, đại diện quản lý và lãnh đạo công đoàn, đã thành công việc ngăn chặn tình trạng bất ổn xã hội lớn trong những năm đó, do đó tạo ra huyền thoại về một mô hình của người "Luxembourg" đặc trưng bởi xã hội hòa bình. Mặc dù trong những năm đầu của thế kỷ 21, Luxembourg có GDP bình quân đầu người cao nhất thế giới, điều này chủ yếu là do sức mạnh của ngành tài chính, vốn đã đạt được tầm quan trọng vào cuối những năm 1960. 30 năm sau, một phần ba số tiền thu được có nguồn gốc từ lĩnh vực đó. Tuy nhiên, sự hài hòa của hệ thống thuế trên khắp châu Âu có thể làm suy yếu nghiêm trọng tình hình tài chính của công quốc.
Luxembourg là một trong những người ủng hộ mạnh mẽ nhất Liên minh Châu Âu. IĐó là một trong sáu thành viên sáng lập Cộng đồng than và thép châu Âu (ECSC) năm 1952 và Cộng đồng kinh tế châu Âu (EEC) (sau này là Liên minh châu Âu) năm 1957; năm 1999 nó gia nhập khu vực tiền tệ euro.